# 양도중학교
양도중학교(良道中學校)는 대한민국 경기도 김포시 풍무동에 있는 공립 중학교이다.

## 학교 연혁
- 2010년 3월 : 학교 설립(1학년 7학급)
- 2013년 2월 : 제1회 졸업식(8학급 263명 졸업)
- 2022년 3월 : 제5대 선원희 교장 취임
- 2024년 1월 : 제12회 졸업식 8학급 249명 졸업
- 2024년 3월 : 제15회 입학식 8학급 256명 입학

## 참고 자료
- 양도중학교 - 한국교육학술정보원 학교알리미